# Университет электрокоммуникаций
Университет электрокоммуникаций (яп. 電気通信大学 Дэнки-цюсин дайгаку) — один из государственных университетов в Японии. Его кампус находится в городе Тёфу, префектура Токио. Основан в 1949 году. Специализируется в информатике, физике и в инженерном деле.

## История
Университет электрокоммуникаций был основан в 1918 году Ассоциацией беспроводной связи как Технический институт беспроводной связи. Технический институт беспроводной связи был передан министерству связи в 1942 году и переименован в Центральный технический институт беспроводной связи в 1945 году. После перехода от Министерства связи к Министерство образования в 1948 году, в 1949 году он был превращён в национальный университет электрокоммуникаций. Кампус был перенесён в город Тёфу, Токио, в 1957 году. Университет находится в ведении Национальной университетской корпорации с 2004 года.

## Факультеты
- Факультет электрокоммуникаций (до 2010 года)
- Факультет информатики и инженерного дела (после 2010 года)

### Аспирантура
- Школа электрокоммуникаций (до 2010 года)
- Школа информатики и инженерного дела (после 2010 года)
- Школа информационных систем

Также в состав университета входит Институт лазерной техники.